# Campionati italiani assoluti di ginnastica artistica 2018
I Campionati assoluti di ginnastica artistica 2018 sono stati la 80ª edizione dei Campionati italiani assoluti di ginnastica artistica. Si sono svolti a Riccione, al Play Hall, il 7 e l'8 luglio 2018. A livello femminile Giorgia Villa ancora junior diventa per la prima volta campionessa italiana nel concorso generale individuale (quarta nella storia a riuscirci dopo Vanessa Ferrari nel 2005, Tea Ugrin nel 2013 ed Elisa Iorio nel 2017), precedendo la campionessa uscente Elisa Iorio e la prima senior Sara Ricciardi. Inoltre Giorgia Villa si conferma campionessa italiana alle parallele, e vince due argenti alla trave ed al corpo libero. Al volteggio Sofia Busato vince la medaglia d'oro riconfermando il titolo di due anni prima. Alla trave Martina Maggio vince la sua prima medaglia assoluta diventando campionessa nazionale alla trave, Lara Mori vince invece il titolo al corpo libero. A livello maschile Ludovico Edalli vince il suo terzo titolo italiano assoluto, oltre a vincere l'oro anche alla sbarra ed alle parallele. 

## Programma[2]
- Sabato 7: concorso generale
- Domenica 8: finale di specialità

## Ginnasti ammessi

### Ginnastica artistica femminile[3][4]
| Nº | Ginnasta                              | Società                  | VT | P.Asim. | Tr. | C.L. |
| -- | ------------------------------------- | ------------------------ | -- | ------- | --- | ---- |
| 1  | Martina Basile                        | Olos Gym 2000            | ●  | ●       | ●   | ●    |
| 2  | Giulia Bencini                        | Gin Civitavecchia        | ●  | ●       | ●   | ●    |
| 3  | Sofia Busato                          | Brixia                   | ●  |         |     |      |
| 4  | Camilla Campagnaro                    | Ginnastica Audace        | ●  | ●       | ●   | ●    |
| 5  | Alessia Canali                        | Juventus Nova            | ●  | ●       | ●   | ●    |
| 6  | Desiree Carofiglio                    | Ginnastica Fanfulla      | ●  | ●       | ●   | ●    |
| 7  | Caterina Teresa Anna Maria Cereghetti | Ginnastica Bollate       | ●  | ●       | ●   | ●    |
| 8  | Benedetta Ciammarrughi                | Olos Gym 2000            | ●  | ●       | ●   | ●    |
| 9  | Clara Colombo                         | Juventus Nova            | ●  | ●       | ●   | ●    |
| 10 | Giulia Cotroneo                       | Gin Civitavecchia        | ●  | ●       | ●   | ●    |
| 11 | Alice D'Amato                         | Brixia                   | ●  | ●       | ●   | ●    |
| 12 | Asia D'Amato                          | Brixia                   | ●  | ●       | ●   | ●    |
| 13 | Alessia Federici                      | Pro Patria Milano        | ●  | ●       | ●   | ●    |
| 14 | Carlotta Ferlito                      | Esercito                 |    |         | ●   | ●    |
| 15 | Valentina Giommarini                  | World Sporting Academy   | ●  | ●       | ●   | ●    |
| 16 | Giada Grisetti                        | Ginnastica Bollate       | ●  | ●       | ●   | ●    |
| 17 | Elisa Iorio                           | Vis Academy              | ●  | ●       | ●   | ●    |
| 18 | Irene Lanza                           | Ginnastica Torino        | ●  | ●       | ●   | ●    |
| 19 | Francesca Noemi Linari                | Brixia                   | ●  | ●       | ●   | ●    |
| 20 | Martina Maggio                        | Robur et Virtus          | ●  | ●       | ●   | ●    |
| 21 | Elisa Meneghini                       | Esercito                 | ●  | ●       | ●   | ●    |
| 22 | Micol Minotti                         | Ginnastica Bollate       | ●  | ●       | ●   | ●    |
| 23 | Lara Mori                             | Esercito                 | ●  | ●       | ●   | ●    |
| 24 | Sara Ricciardi                        | Gymnasium Capo D'Orlando | ●  | ●       | ●   | ●    |
| 25 | Martina Rizzelli                      | Esercito                 | ●  | ●       |     | ●    |
| 26 | Giorgia Villa                         | Brixia                   | ●  | ●       | ●   | ●    |

Desiree Carofiglio, nonostante fosse convocata non prende parte alla competizione a causa di un infortunio al ginocchio patito in allenamento. Benedetta Ciammarughi, Asia D'Amato, Carlotta Ferlito e Martina Rizzelli non prendono parte alla competizione.

### Ginnastica artistica maschile[4]
| Nº | Ginnasta              | Società                  | C.L. | Cav. | An. | VT | P.Simm. | Sb. |
| -- | --------------------- | ------------------------ | ---- | ---- | --- | -- | ------- | --- |
| 1  | Yumin Abbadini        | Pro Carate               | ●    | ●    | ●   | ●  | ●       | ●   |
| 2  | Mario Alquati         | La Costanza 1884         | ●    |      |     |    |         |     |
| 3  | Nicola Bartolini      | Ginnastica Salerno       | ●    | ●    | ●   | ●  | ●       | ●   |
| 4  | Simone Bresolin       | Pro Carate               | ●    | ●    | ●   | ●  | ●       | ●   |
| 5  | Nicolò Brogni         | Ginnastica Ferrara       |      |      |     | ●  |         |     |
| 6  | Alberto Busnari       | Aeronautica Militare     |      | ●    |     |    |         |     |
| 7  | Lorenzo Minh Casali   | Giovanile Ancona         | ●    | ●    | ●   | ●  | ●       | ●   |
| 8  | Filippo Castellaro    | Spes Mestre              | ●    | ●    | ●   | ●  | ●       | ●   |
| 9  | Andrea Cingolani      | Aeronautica Militare     | ●    | ●    | ●   | ●  | ●       | ●   |
| 10 | Edoardo De Rosa       | Ares Ginnastica          | ●    | ●    | ●   | ●  | ●       | ●   |
| 11 | Tommaso De Vecchis    | Ginnastica Salerno       | ●    | ●    | ●   | ●  | ●       | ●   |
| 12 | Gianmarco Di Cerbo    | Ginnastica Salerno       |      |      |     | ●  |         |     |
| 13 | Alessandro Di Quinzio | Sampietrina Seveso       |      | ●    |     |    |         |     |
| 14 | Ludovico Edalli       | Aeronautica Militare     | ●    | ●    | ●   | ●  | ●       | ●   |
| 15 | Ares Federici         | Pro Patria Bustese       | ●    |      |     | ●  |         |     |
| 16 | Mario Frigerio        | Pro Carate               |      | ●    |     |    |         |     |
| 17 | Lorenzo Galli         | Ginnastica Eur           | ●    | ●    | ●   | ●  | ●       | ●   |
| 18 | Luca Lino Garza       | La Costanza 1884         | ●    | ●    | ●   | ●  | ●       | ●   |
| 19 | Lay Giannini          | Giovanile Ancona         | ●    | ●    | ●   | ●  | ●       | ●   |
| 20 | Riccardo La Scala     | Roma 70                  | ●    |      |     | ●  |         |     |
| 21 | Matteo Levantesi      | Nardi Juventus           | ●    | ●    | ●   | ●  | ●       | ●   |
| 22 | Marco Lodadio         | Gin Civitavecchia        | ●    |      | ●   | ●  | ●       |     |
| 23 | Mario Macchiati       | Fermo 85                 | ●    | ●    | ●   | ●  | ●       | ●   |
| 24 | Carlo Macchini        | Fermo 85                 | ●    | ●    | ●   | ●  | ●       | ●   |
| 25 | Salvatore Maresca     | Ginnastica Salerno       |      |      | ●   |    |         |     |
| 26 | Eduardo Martano       | Ginnastica Campania 2000 |      |      | ●   |    |         |     |
| 27 | Roberto Marzocchi     | U.S.D. Forti e Liberi    | ●    | ●    | ●   | ●  | ●       | ●   |
| 28 | Davide Mazzelli       | Gin Civitavecchia        | ●    |      |     |    |         |     |
| 29 | Gabriele Montorsi     | Panaro Modena            |      |      |     | ●  |         |     |
| 30 | Nicolò Mozzato        | Spes Mestre              | ●    | ●    | ●   | ●  | ●       | ●   |
| 31 | Paolo Miguel Negro    | U.S.D. Forti e Liberi    | ●    | ●    | ●   | ●  | ●       | ●   |
| 32 | Lorenzo Pisano        | Victoria Torino          | ●    |      |     | ●  |         |     |
| 33 | Paolo Principi        | Aeronautica Militare     |      | ●    | ●   |    | ●       | ●   |
| 34 | Andrea Russo          | Gin Civitavecchia        | ●    | ●    | ●   | ●  | ●       | ●   |
| 35 | Carlo Salsedo         | Panaro Modena            | ●    | ●    | ●   | ●  | ●       | ●   |
| 36 | Marco Sarrugerio      | Juventus Nova            | ●    | ●    | ●   | ●  | ●       | ●   |
| 37 | Davide Sborchia       | Sampietrina Seveso       | ●    | ●    | ●   | ●  | ●       | ●   |
| 38 | Fabrizio Valle        | Ginnastica Roma 70       | ●    | ●    | ●   | ●  | ●       | ●   |
| 39 | Niccolò Vannucchi     | Gymnastic Romagna Team   |      |      |     | ●  |         |     |
| 40 | Giovanni Zillio       | Corpo Libero Padova      | ●    | ●    | ●   | ●  | ●       | ●   |
| 41 | Umberto Zurlini       | Panaro Modena            | ●    | ●    | ●   | ●  | ●       | ●   |

## Podi
| Evento                 | Oro             | Punti          | Argento           | Punti          | Bronzo                        | Punti          |
| Podio maschile         | Podio maschile  | Podio maschile | Podio maschile    | Podio maschile | Podio maschile                | Podio maschile |
| ---------------------- | --------------- | -------------- | ----------------- | -------------- | ----------------------------- | -------------- |
| Concorso individuale   | Ludovico Edalli | 80,800         | Andrea Russo      | 79,450         | Luca Lino Garza               | 79,150         |
| Corpo libero           | Ares Federici   | 14,150         | Nicolò Mozzato    | 14,100         | Ludovico Edalli               | 13,700         |
| Cavallo con maniglie   | Simone Bresolin | 13,400         | Edoardo De Rosa   | 13,300         | Marco Sarrugerio              | 13,100         |
| Anelli                 | Marco Lodadio   | 14,900         | Salvatore Maresca | 14,200         | Andrea Russo Andrea Cingolani | 13,750         |
| Volteggio              | Ares Federici   | 14,225         | Luca Lino Garza   | 14,100         | Marco Sarrugerio              | 13,950         |
| Parallele simmetriche  | Ludovico Edalli | 14,400         | Marco Sarrugerio  | 14,200         | Fabrizio Valle                | 13,450         |
| Sbarra                 | Ludovico Edalli | 14,150         | Nicolò Mozzato    | 14,000         | Andrea Russo                  | 13,700         |
| Podio femminile        |                 |                |                   |                |                               |                |
| Concorso individuale   | Giorgia Villa   | 55,250         | Elisa Iorio       | 53,450         | Sara Ricciardi                | 53,100         |
| Corpo libero           | Lara Mori       | 13,600         | Giorgia Villa     | 13,550         | Sara Ricciardi                | 13,000         |
| Trave                  | Martina Maggio  | 13,550         | Giorgia Villa     | 13,250         | Sara Ricciardi                | 13,000         |
| Parallele asimmetriche | Giorgia Villa   | 14,150         | Alice D'Amato     | 14,050         | Clara Colombo                 | 13,150         |
| Volteggio              | Sofia Busato    | 14,000         | Irene Lanza       | 13,750         | Sara Ricciardi                | 13,350         |

## Risultati in dettaglio

### Concorso individuale femminile[11]
| Pos.    | Ginnasta               | Attrezzo  | Attrezzo  | Attrezzo | Attrezzo     | Totale |
| Pos.    | Ginnasta               | Volteggio | Parallele | Trave    | Corpo libero | Totale |
| ------- | ---------------------- | --------- | --------- | -------- | ------------ | ------ |
| Oro     | Giorgia Villa          | 14,800    | 13,950    | 12,650   | 13,850       | 55,250 |
| Argento | Elisa Iorio            | 14,100    | 14,200    | 12,600   | 12,550       | 53,450 |
| Bronzo  | Sara Ricciardi         | 14,150    | 13,100    | 12,700   | 13,150       | 53,100 |
| 4       | Martina Maggio         | 13,550    | 13,100    | 13,050   | 12,500       | 52,200 |
| 5       | Martina Basile         | 13,750    | 12,400    | 13,000   | 12,650       | 51,800 |
| 6       | Camilla Campagnaro     | 14,200    | 12,200    | 12,400   | 12,300       | 51,100 |
| 7       | Francesca Noemi Linari | 13,300    | 12,200    | 12,550   | 12,950       | 51,000 |
| 8       | Giada Grisetti         | 13,450    | 12,600    | 13,350   | 11,200       | 50,600 |
| 9       | Caterina Cereghetti    | 13,500    | 11,800    | 12,450   | 12,300       | 50,050 |
| 10      | Giulia Cotroneo        | 13,500    | 11,800    | 11,950   | 12,550       | 49,800 |
| 11      | Irene Lanza            | 13,950    | 12,200    | 12,400   | 11,400       | 49,750 |
| 12      | Alessia Canali         | 13,600    | 12,250    | 11,950   | 11,800       | 49,600 |
| 13      | Valentina Giommarini   | 13,600    | 11,950    | 12,050   | 11,500       | 49,100 |
| 14      | Clara Colombo          | 12,950    | 13,100    | 12,050   | 10,750       | 48,850 |
| 15      | Elisa Meneghini        | 13,650    | 12,300    | 11,550   | 11,100       | 48,600 |
| 16      | Giulia Bencini         | 13,550    | 10,900    | 11,300   | 12,200       | 47,950 |
| 17      | Micol Minotti          | 13,150    | 10,550    | 12,450   | 11,000       | 47,150 |

### Volteggio femminile[11]
| Pos.    | Ginnasta           | D. Score | E. Score | Penalità | 1° Parziale | D. Score | E. Score | Penalità | 2° Parziale | Totale |
| ------- | ------------------ | -------- | -------- | -------- | ----------- | -------- | -------- | -------- | ----------- | ------ |
| Oro     | Sofia Busato       | 5,400    | 8,750    | —        | 14,150      | 5,000    | 8,850    | -        | 13,850      | 14,000 |
| Argento | Irene Lanza        | 5,000    | 8,950    | —        | 13,950      | 4,800    | 8,750    | —        | 13,550      | 13,750 |
| Bronzo  | Sara Ricciardi     | 5,000    | 8,900    | —        | 13,900      | 4,000    | 8,800    | -        | 12,800      | 13,350 |
| 4       | Camilla Campagnaro | 5,400    | 8,850    | -        | 14,250      | 4,800    | 7,500    | —        | 12,300      | 13,275 |
| Pos.    | Ginnasta           | 1° Salto | 1° Salto | 1° Salto | 1° Salto    | 2° Salto | 2° Salto | 2° Salto | 2° Salto    | Totale |

### Parallele asimmetriche[11]
| Pos.    | Ginnasta         | D Score | E Score | Pen. | Totale |
| ------- | ---------------- | ------- | ------- | ---- | ------ |
| Oro     | Giorgia Villa    | 5.900   | 8,250   | —    | 14,150 |
| Argento | Alice D'Amato    | 5.800   | 8.250   | —    | 14.050 |
| Bronzo  | Clara Colombo    | 5.400   | 7.750   | —    | 13.150 |
| 4       | Elisa Iorio      | 5,900   | 7.200   | —    | 13,100 |
| 5       | Martina Maggio   | 4,600   | 8,450   | —    | 13,050 |
| 6       | Sara Ricciardi   | 4,900   | 8,050   | —    | 12,950 |
| 7       | Alessia Federici | 5,200   | 6,900   | —    | 12,100 |
| 8       | Giada Grisetti   | 5,300   | 6,550   | —    | 11,850 |

### Trave[11]
| Pos.    | Ginnasta               | D Score | E Score | Pen. | Totale |
| ------- | ---------------------- | ------- | ------- | ---- | ------ |
| Oro     | Martina Maggio         | 5,200   | 8,350   | —    | 13,550 |
| Argento | Giorgia Villa          | 5,100   | 8,150   | —    | 13,250 |
| Bronzo  | Sara Ricciardi         | 4,400   | 8,600   | —    | 13,000 |
| 4       | Giada Grisetti         | 5,300   | 7,650   | —    | 12,950 |
| 5       | Alessia Federici       | 5,200   | 7,150   | —    | 12,350 |
| 6       | Francesca Noemi Linari | 4,800   | 7,450   | —    | 12,250 |
| 7       | Elisa Iorio            | 5,100   | 6,800   | —    | 11,800 |
| 8       | Martina Basile         | 5,200   | 6,300   | —    | 11,500 |

### Corpo libero femminile[11]
| Pos.    | Ginnasta               | D Score | E Score | Pen. | Totale |
| ------- | ---------------------- | ------- | ------- | ---- | ------ |
| Oro     | Lara Mori              | 5,500   | 8,100   | —    | 13,600 |
| Argento | Giorgia Villa          | 5,000   | 8,550   | -    | 13,550 |
| Bronzo  | Sara Ricciardi         | 4,700   | 8,300   | —    | 13,000 |
| 4       | Giulia Cotroneo        | 4,900   | 7,850   | —    | 12,750 |
| 5       | Elisa Iorio            | 5,100   | 7,700   | -0.1 | 12,700 |
| 6       | Martina Maggio         | 4,300   | 8,150   | -0.1 | 12,350 |
| 7       | Francesca Noemi Linari | 4,900   | 7,400   | -    | 12,300 |
| 8       | Martina Basile         | 5,100   | 6,800   | —    | 11,900 |

### Concorso individuale maschile[9]
| Pos.    | Ginnasta            | Attrezzo     | Attrezzo | Attrezzo | Attrezzo  | Attrezzo  | Attrezzo | Totale |
| Pos.    | Ginnasta            | Corpo libero | Cavallo  | Anelli   | Volteggio | Parallele | Sbarra   | Totale |
| ------- | ------------------- | ------------ | -------- | -------- | --------- | --------- | -------- | ------ |
| Oro     | Ludovico Edalli     | 14,100       | 12,250   | 13,150   | 13,500    | 13,850    | 14,050   | 80,900 |
| Argento | Andrea Russo        | 12,100       | 12,600   | 13,800   | 13,950    | 13,650    | 13,350   | 79,450 |
| Bronzo  | Luca Lino Garza     | 13,200       | 13,000   | 13,100   | 14,500    | 12,500    | 12,850   | 79,150 |
| 4       | Andrea Cingolani    | 13,100       | 12,150   | 13,750   | 14,500    | 13,250    | 12,250   | 78,950 |
| 5       | Tommaso De Vecchis  | 13,450       | 12,600   | 12,500   | 13,600    | 13,850    | 12,450   | 78,450 |
| 6       | Marco Sarruggerio   | 10,700       | 13,150   | 13,500   | 13,900    | 14,150    | 12,750   | 78,150 |
| 7       | Filippo Castellaro  | 12,600       | 12,900   | 12,900   | 13,550    | 13,350    | 12,800   | 78,100 |
| 8       | Nicolò Mozzato      | 14,050       | 12,300   | 12,250   | 14,350    | 12,150    | 12,800   | 77,900 |
| 9       | Lorenzo Minh Casali | 13,600       | 12,400   | 12,050   | 13,750    | 13,500    | 12,400   | 77,700 |
| 10      | Lay Giannini        | 13,700       | 11,600   | 12,600   | 13,450    | 13,200    | 13,050   | 77,600 |
| 11      | Umberto Zurlini     | 13,550       | 13,750   | 12,250   | 13,850    | 12,600    | 12,250   | 77,250 |
| 12      | Roberto Marzocchi   | 12,850       | 12,250   | 12,400   | 13,800    | 12,200    | 13,000   | 76,500 |
| 13      | Simone Bresolin     | 11,950       | 13,100   | 12,050   | 12,900    | 13,200    | 13,150   | 76,350 |
| 14      | Yumin Abbadini      | 13,200       | 11,200   | 11,950   | 14,100    | 12,900    | 12,600   | 75,950 |
| 15      | Fabrizio Valle      | 12,350       | 12,700   | 11,950   | 12,300    | 13,550    | 12,750   | 75,600 |
| 16      | Davide Sborchia     | 13,650       | 11,650   | 11,700   | 13,900    | 12,350    | 12,300   | 75,550 |
| 17      | Paolo Miguel Negro  | 12,300       | 12,400   | 11,950   | 11,900    | 12,950    | 12,000   | 75,500 |
| 18      | Mario Macchiati     | 13,300       | 12,200   | 11,350   | 13,500    | 12,500    | 12,500   | 75,350 |
| 19      | Giovanni Zillio     | 13,150       | 11,150   | 11,850   | 13,300    | 13,100    | 12,450   | 75,000 |
| 20      | Edoardo De Rosa     | 13,000       | 13,550   | 11,700   | 8,800     | 13,150    | 12,150   | 72,350 |
| 21      | Carlo Salsedo       | 12,450       | 11,900   | 11,550   | 13,600    | 6,650     | 10,750   | 66,900 |

### Corpo libero maschile[9]
| Pos.    | Ginnasta            | D Score | E Score | Pen. | Totale |
| ------- | ------------------- | ------- | ------- | ---- | ------ |
| Oro     | Ares Federici       | 5,600   | 8,550   | —    | 14,150 |
| Argento | Nicolò Mozzato      | 5,300   | 8,800   | -    | 14,100 |
| Bronzo  | Ludovico Edalli     | 5,300   | 8,400   | —    | 13,700 |
| 4       | Lorenzo Minh Casali | 5,100   | 8,500   | —    | 13,600 |
| 4       | Umberto Zurlini     | 5,400   | 8,200   | —    | 13,600 |
| 6       | Lorenzo Pisano      | 5,600   | 7,800   | —    | 13,400 |
| 7       | Lay Giannini        | 4,500   | 8,450   | -0,3 | 12,650 |
| 8       | Davide Sborchia     | 5,300   | 6,900   | -    | 12,200 |

### Cavallo con maniglie[9]
| Pos.    | Ginnasta           | D Score | E Score | Pen. | Totale |
| ------- | ------------------ | ------- | ------- | ---- | ------ |
| Oro     | Simone Bresolin    | 5,000   | 8,400   | -    | 13,400 |
| Argento | Edoardo De Rosa    | 5,300   | 8,000   | —    | 13,300 |
| Bronzo  | Marco Sarruggerio  | 5,000   | 8,100   | —    | 13,100 |
| 4       | Umberto Zurlini    | 4,900   | 8,100   | —    | 13,000 |
| 5       | Filippo Castellaro | 4,600   | 8,350   | —    | 12,950 |
| 6       | Tommaso Frigerio   | 5,000   | 7,650   | —    | 12,650 |
| 7       | Paolo Principi     | 5,300   | 6,600   | —    | 11,900 |
| 8       | Luca Lino Garza    | 5,000   | 6,500   | —    | 11,500 |

### Anelli[9]
| Pos.    | Ginnasta           | D Score | E Score | Pen. | Totale |
| ------- | ------------------ | ------- | ------- | ---- | ------ |
| Oro     | Marco Lodadio      | 6,300   | 8,600   | —    | 14,900 |
| Argento | Salvatore Maresca  | 5,900   | 8,300   | -    | 14,200 |
| Bronzo  | Andrea Russo       | 5,700   | 8,050   | —    | 13,750 |
| Bronzo  | Andrea Cingolani   | 5,900   | 7,850   | —    | 13,750 |
| 5       | Marco Sarruggerio  | 5,500   | 8,100   | —    | 13,600 |
| 6       | Eduardo Martano    | 5,400   | 8,150   | -    | 13,550 |
| 7       | Filippo Castellaro | 4,400   | 8,250   | -    | 12,650 |
| 8       | Luca Lino Garza    | 4,700   | 7,300   | —    | 11,900 |

### Parallele pari[9]
| Pos.    | Ginnasta           | D Score | E Score | Pen. | Totale |
| ------- | ------------------ | ------- | ------- | ---- | ------ |
| Oro     | Ludovico Edalli    | 5,800   | 8,600   | —    | 14,400 |
| Argento | Marco Sarruggerio  | 5,500   | 8,700   | -    | 14,200 |
| Bronzo  | Fabrizio Valle     | 4,700   | 8,750   | —    | 13,450 |
| 4       | Lay Giannini       | 4,400   | 9,000   | —    | 13,400 |
| 5       | Andrea Russo       | 5,700   | 7,550   | —    | 13,250 |
| 6       | Lorenzo Casali     | 5,100   | 7,800   | -    | 12,900 |
| 7       | Filippo Castellaro | 4,800   | 7,450   | -    | 12,250 |
| 8       | Tommaso De Vecchis | 5,000   | 6,550   | —    | 11,550 |

### Sbarra[9]
| Pos.    | Ginnasta           | D Score | E Score | Pen. | Totale |
| ------- | ------------------ | ------- | ------- | ---- | ------ |
| Oro     | Ludovico Edalli    | 5,700   | 8,450   | —    | 14,150 |
| Argento | Nicolò Mozzato     | 5,200   | 8,800   | -    | 14,000 |
| Bronzo  | Andrea Russo       | 5,400   | 8,300   | —    | 13,700 |
| 4       | Lay Giannini       | 4,700   | 8,350   | —    | 13,050 |
| 5       | Filippo Castellaro | 4,500   | 8,350   | —    | 12,850 |
| 6       | Luca Lino Garza    | 4,700   | 7,850   | -    | 12,550 |
| 7       | Simone Bresolin    | 4,800   | 7,300   | -    | 12,100 |
| 8       | Roberto Marzocchi  | 3,600   | 7,200   | —    | 10,800 |

### Volteggio maschile[9]
| Pos.    | Ginnasta           | D. Score | E. Score | Penalità | 1° Parziale | D. Score | E. Score | Penalità | 2° Parziale | Totale |
| ------- | ------------------ | -------- | -------- | -------- | ----------- | -------- | -------- | -------- | ----------- | ------ |
| Oro     | Ares Federici      | 5,200    | 8,950    | —        | 14,150      | 4,800    | 9,500    | -        | 14,300      | 14,225 |
| Argento | Luca Lino Garza    | 5,200    | 9,250    | —        | 14,450      | 4,800    | 8,950    | —        | 13,750      | 14,100 |
| Bronzo  | Marco Sarruggerio  | 4,800    | 9,200    | -        | 14,000      | 5,200    | 8,800    | -0,1     | 13,900      | 13,950 |
| 4       | Lorenzo Pisano     | 5,200    | 8,800    | -        | 14,000      | 4,800    | 9,000    | —        | 13,800      | 13,900 |
| 5       | Andrea Cingolani   | 5,200    | 8,950    | -0,1     | 14,050      | 5,200    | 8,000    | -        | 13,200      | 13,625 |
| 6       | Paolo Miguel Negro | 4,800    | 8,950    | -        | 13,750      | 4,000    | 9,250    | —        | 13,250      | 13,500 |
| 7       | Niccolò Vannucchi  | 5,200    | 8,450    | -0,1     | 13,550      | 4,000    | 8,800    | -        | 12,800      | 13,175 |
| 8       | Gabriele Montorsi  | 4,800    | 9,100    | -        | 13,900      | 4,000    | 7,600    | -        | 11,600      | 12,750 |
| Pos.    | Ginnasta           | 1° Salto | 1° Salto | 1° Salto | 1° Salto    | 2° Salto | 2° Salto | 2° Salto | 2° Salto    | Totale |